# Buckland, Tasmanien
Buckland är en ort i Australien. Den ligger i kommunen Glamorgan/Spring Bay och delstaten Tasmanien, i den sydöstra delen av landet, omkring 43 kilometer nordost om delstatshuvudstaden Hobart. Antalet invånare är 192.
Trakten runt Buckland är nära nog obefolkad, med mindre än två invånare per kvadratkilometer.. Närmaste större samhälle är Orielton, omkring 20 kilometer sydväst om Buckland. 
I omgivningarna runt Buckland växer huvudsakligen savannskog. Genomsnittlig årsnederbörd är 619 millimeter. Den regnigaste månaden är november, med i genomsnitt 79 mm nederbörd, och den torraste är augusti, med 37 mm nederbörd.